# Eugene Martha
Eugene Martha (Curaçao, 5 februari 1979) is een Nederlands-Antilliaans voetballer. Martha kwam sinds 1999 uit voor de Nederlands-Antilliaanse voetbalclub CRKSV Jong Colombia, sinds 2009 speelt hij voor SV Hubentut Fortuna. Ook komt Martha sinds 2000 uit voor de nationale ploeg van de Nederlandse Antillen.